# Мюнстерлінген
Мюнстерлінген (нім. Münsterlingen) — громада  в Швейцарії в кантоні Тургау, округ Кройцлінген.

## Географія
Громада розташована на відстані близько 155 км на північний схід від Берна, 27 км на схід від Фрауенфельда.
Мюнстерлінген має площу 5,5 км², з яких на 25,8% дозволяється будівництво (житлове та будівництво доріг), 52,6% використовуються в сільськогосподарських цілях, 20,7% зайнято лісами, 0,9% не є продуктивними (річки, льодовики або гори).

## Демографія
2019 року в громаді мешкало 3494 особи (+21,7% порівняно з 2010 роком), іноземців було 37,1%. Густота населення становила 640 осіб/км².
За віковим діапазоном населення розподілялося таким чином: 19% — особи молодші 20 років, 62,8% — особи у віці 20—64 років, 18,2% — особи у віці 65 років та старші. Було 1514 помешкань (у середньому 2,2 особи в помешканні).
Із загальної кількості 3154 працюючих 42 було зайнятих в первинному секторі, 32 — в обробній промисловості, 3080 — в галузі послуг.